# Maison Charles de Foucauld
 (mars 2024).
Si vous disposez d'ouvrages ou d'articles de référence ou si vous connaissez des sites web de qualité traitant du thème abordé ici, merci de compléter l'article en donnant les références utiles à sa vérifiabilité et en les liant à la section « Notes et références ».
La Maison Charles de Foucauld est une maison de fondation spirituelle (propédeutique) située à Saint-Pern (Ille-et-Vilaine). Elle doit son nom au bienheureux Charles de Foucauld. Elle a été fondée en 2007 par les évêques des neuf diocèses de la Province ecclésiastique de Rennes (Pays de la Loire et Bretagne), dans la maison-mère des Petites Sœurs des Pauvres. Il s'agit d'un établissement d'études supérieures.

## Son but

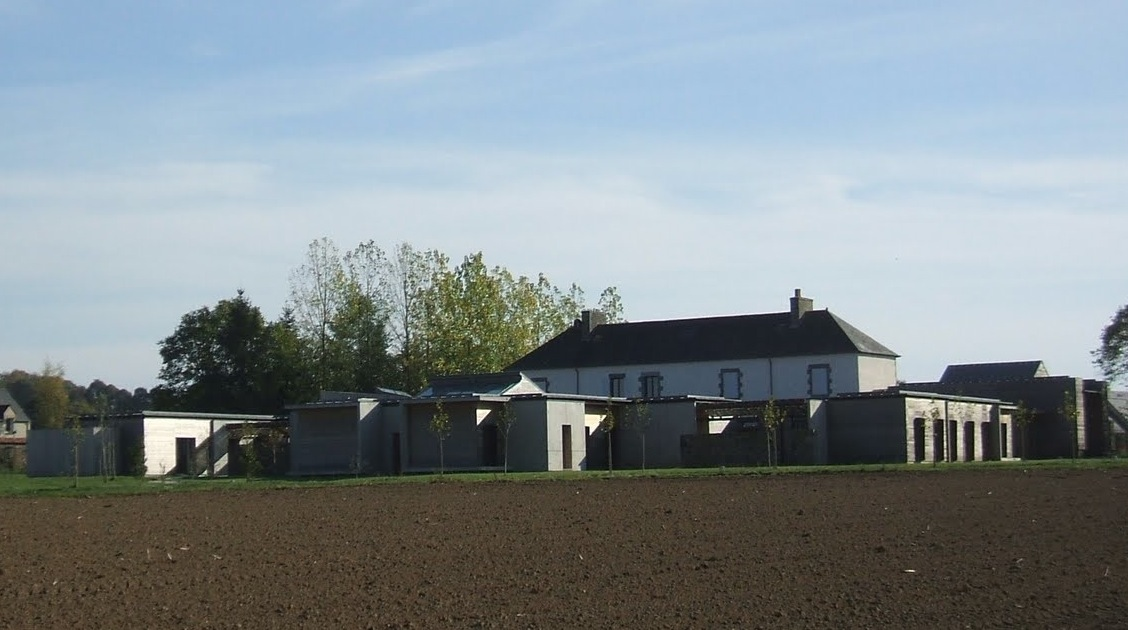
Maison Charles de Foucauld à St Pern de derrière

Cette année est destinée à donner les fondations chrétiennes à des hommes qui se posent la question du sacerdoce. Elle est organisée autour de quatre piliers : l'écoute de la Parole de Dieu, la prière, la vie fraternelle et le service. La maison accueille des jeunes gens de la province ecclésiastique de Rennes, à savoir Saint-Brieuc, Quimper, Rennes, Nantes, Angers, Luçon, Le Mans et Laval. S'y joignent des jeunes issus des trois diocèses bas-normands, ceux de Coutances, Bayeux-Lisieux et Sées.

## Histoire
La maison Charles de Foucauld a été fondée en 2007 par les évêques de la province de Rennes qui en ont confié la tutelle à Pierre d'Ornellas, archevêque de Rennes. Celui-ci a choisi le site de la Tour Saint-Joseph, où sont implantés la maison générale des Petites Sœurs des Pauvres et leurs noviciats. De 2007 à 2009, les foucaldiens ont d'abord été logés dans une aile du bâtiment principal avant que fussent construits, en 2009, des locaux neufs, en lisière de la propriété et à proximité du centre-bourg de Saint-Pern.

### Les supérieurs successifs de la propédeutique
| Années      | Nom                     |
| ----------- | ----------------------- |
| 2007 - 2009 | Olivier Roy             |
| 2009 - 2016 | Denis Bourget           |
| 2016 - 2022 | Thibaut Desgrées du Loû |
| 2022 - 2025 | Jean Pelletier          |

## Le saint patron de la maison
Pierre d'Ornellas a souhaité donner le bienheureux  Charles de Foucauld (1858-1916)  comme patron de la maison. Ce prêtre diocésain qui vécut de nombreuses années en ermite, dans le désert du Sahara, au service des Touaregs, présente un modèle d'homme de prière entièrement donné à Dieu et aux autres. La maison a mis sa chapelle sous le patronage du Cœur Sacré de Jésus en hommage à celui que portait Charles de Foucauld sur sa tunique blanche. Le logo de la maison reprend le symbole du cœur rouge surmonté d'une croix.